# 連結層
連結層（英語：link layer）是计算机网络中網際網路协议套件的最低一層。連結層是一组仅限于主机物理连接的線路的方法和通信协议。連結是用於網路中的主機或節點的物理和邏輯網絡組件，連結協議是一套僅在網段的相鄰網絡節點之間運行的方法和標準。
尽管網際網路协议套件和OSI模型之间的語義不盡相同，但連結层有时被比喻为OSI的数据链路层（第2层）和物理层（第1层）的组合。
連結层在RFC 1122和RFC 1123正式定義。RFC 1122考虑了本地网协议，例如以太网、其他IEEE 802网络（例如Wi-Fi）和框架协议，如点对点协议（PPP）属于連結层。

## 標準定義
以太网和IEEE 802.3規範等局域网标准使用来自七层OSI模型而非網際網路協議套組（TCP/IP模組）。TCP/IP模組通常不考虑物理规范，而是假设可以在链路上传送多媒體級框架的工作网络基础设施。因此，TCP/IP 模組的定义RFC 1122和RFC 1123不讨论硬體问题和物理数据传输，也没有为这些方面设置标准。一些文本作者認同这样的解释，即物理数据传输方面是連結层的一部分。 其他人認為物理数据传输标准不應被视为通信协议，也不属于TCP/IP模型的一部分。  这些人假设链路层下方有硬體层或物理层，其中一些作者在对分层的修改描述中采用OSI术语数据链路层而不是連結层。在TCP/IP模型的前身“ARPAnet模型”（RFC 908，1982年）中，連結层的各个方面被几个定义不明确的术语所指代，例如网络访问层、网络访问协议以及网络层，而更高的层則称为网络层。在一些现代书本中，网络接口层、主机到网络层和网络接入层作为链路层或数据链路层的同義词出现，通常包含物理层。

## 連結层协议
TCP/IP 模型中的連結层是网络协议的描述性领域，仅在主机所连接的本地网段（連結）上运行。此类协议数据包不会通到其他网络。链路层包括定义本地（on-link）网络节点之间通信的协议，这些协议实现了维护本地节点之间的链路状态的目的，例如本地网络拓扑，并且通常使用基于框架的协议。特定于链路类型的数据包。
互联网工程任务组（IETF） 在这一层指定的核心协议是地址解析协议（ARP）、反向地址解析协议（RARP） 和邻居发现协议（NDP），这是一种提供类似功能的设施作为IPv6的ARP。自IPv6出现以来，开放式最短路径优先協議（OSPF）也被认为在連結级别上运行，尽管该协议的IPv4版本被认为是在网络层上运行。 
IS-IS（RFC 1142）是另一种連結状态路由协议，在考虑TCP/IP模型时适合该层，但是，它是在OSI模型規範堆栈中开发的，它是第2层协议。它不是互联网标准。

## 与OSI模型的关系
TCP/IP模型的連結层通常會与开放系统互连(OSI) 协议中的数据链路层和物理层一起的进行比较。尽管它们在协议中技术覆盖范围内在某种程度上是一致的，但它们并不完全相同。 TCP/IP中的連結层范围更广，原则上包含不同的分类概念和术语。当某些协议，例如地址解析协议（ARP），它被限制在TCP/IP模型中的連結层，通常被认为适合OSI的数据連結层和网络层之间时，可能会观察到就會發生这种協議不同情况。一般来说，应该避免严格的比较兩者，因为TCP/IP中的分层不是主要的设计标准，通常被认为是“有害的”（RFC 3439）。